# 脱走特急
『脱走特急』（だっそうとっきゅう・原題：Von Ryan's express）は、1965年に公開された戦争映画。アメリカ映画。

## あらすじ
1943年。イタリア軍の捕虜収容所から、イタリアの敗戦（ピエトロ・バドリオ政権樹立）に乗じて連合軍の捕虜が集団脱走を図るが、侵攻してきたドイツ軍に捕まり、ドイツ国内に列車で移送されることになってしまう。捕虜たちは、リーダーのアメリカ軍人“フォン”ライアン大佐（あまりに指揮が厳格なため「ドイツ人のようだ」として捕虜からこう呼ばれた）の指揮の下、内部から逆に列車を乗っ取り、ドイツ軍人になりすまして列車ごと一路中立国のスイスを目指す。

## キャスト
| 役名                   | 俳優                     | 日本語吹替                                   | 日本語吹替                                                                   |
| 役名                   | 俳優                     | TBS版                                        | 日本テレビ版                                                                 |
| ---------------------- | ------------------------ | -------------------------------------------- | ---------------------------------------------------------------------------- |
| ライアン大佐           | フランク・シナトラ       | 仲村秀生                                     | 家弓家正                                                                     |
| フィンチャム少佐       | トレヴァー・ハワード     | 納谷悟朗                                     | 小林昭二                                                                     |
| ガブリエラ             | ラファエラ・カラ         | 小沢かおる                                   | 宗形智子                                                                     |
| フォン・クレメント少佐 | ヴォルフガング・プライス | 千葉耕市                                     | 阪脩                                                                         |
| オリアリ大尉           | セルジオ・ファントーニ   | 市川治                                       | 有本欽隆                                                                     |
| コンスタンゾ大尉       | エドワード・マルヘアー   | 阪脩                                         | 上田敏也                                                                     |
| ボステック軍曹         | ブラッド・デクスター     | 増岡弘                                       | 城山堅                                                                       |
| エームズ               | ジェームズ・ブローリン   |                                              |                                                                              |
| 不明 その他            | N/A                      | 宮内幸平 石丸博也 加藤正之 仲木隆司 玄田哲章 | 千田光男 野田圭一 朝戸鉄也 小島敏彦 牛山茂 幹本雄之 島田敏 菊池正美 小野健一 |
| 日本語版制作スタッフ   |                          |                                              |                                                                              |
| 演出                   | 演出                     | 山田悦司                                     | 田島荘三                                                                     |
| 翻訳                   | 翻訳                     |                                              | 小川誠造                                                                     |
| 効果                   | 効果                     |                                              | PAG                                                                          |
| 調整                   | 調整                     | 杉原日出弥                                   | 近藤勝之                                                                     |
| 制作                   | 制作                     | トランスグローバル                           | コスモプロモーション                                                         |
| 解説                   | 解説                     | 荻昌弘                                       | 水野晴郎                                                                     |
| 初回放送               | 初回放送                 | 1977年3月28日 『月曜ロードショー』           | 1989年7月14日 『金曜ロードショー』                                           |

## スタッフ
- 監督：マーク・ロブソン
- 原作：デヴィッド・ウエストハイマー（早川書房刊HPB『フォン・ライアン特急』）
- 音楽：ジェリー・ゴールドスミス